# John Brooks (konstnär)
John Brooks, född omkring 1710 i Dublin, död efter 1756, var en irländsk konstnär och kopparstickare under 1700-talet

## Biografi
Brooks var ursprungligen verksam i Dublin där han var inskriven i guldsmedernas skrå, men omkring 1747 bosatte han sig han i London som ansvarig för ett företag på Battersea för att utföra porslinsdekoration genom en process som han själv hade tänkt ut. Han försåg porslinsgodset med bilder främst från Homeros och Ovidius. Efter en period av framgång gick affären i konkurs genom dess huvudägare, Stephen Theodore Janssen, 4th baronet of Wimbledon, Lord Mayor i London.
Brooks bodde kvar i London som kopparstickare och porslinsmålare. Några av hans elever arbetade som kopparstickare i mezzotint, bland annat Michael Ford, Richard Houston och James MacArdell.
Brooks första mezzotintarbete utfördes i linjegravyr i Dublin 1730. Det tidigast utförda porträttet av skådespelerskan  Margaret ”Peg” Woffington (1720–1760) är gjort av honom. Under sin tid i Dublin 1741–1746 producerade Brooks ett stort antal mezzotint-porträtt och gravyrer.
En katalog över Brooks verk gjordes för första gången av Sir John Thomas Gilbert, och tillägg av John Chaloner Smiths I hans omfattande katalog British mezzotinto portraits being a descriptive catalogue of these engravings from the introduction of the art to the early part of the present century arranged according to the engravers, […] with Biographical Notes (London, 1878–84)